# ستيف أوينز
ستيف أوينز هو سياسي كندي، ولد في 21 سبتمبر 1956 في تورونتو في كندا، وتوفي بنفس المكان في 8 يوليو 2016. حزبياً، نشط في الحرب الديمقراطي الجديد لأونتاريو. وقد انتخب عضو برلمان مقاطعة أونتاريو.